# AfterLogic MailSuite Lite
AfterLogic MailSuite Lite (Афтерлоджик Мейлсуіт Лайт) — безкоштовний SMTP/POP3/IMAP4-сервер електронної пошти, поставляється з вебпанеллю адміністрування та вебмейл-інтерфейсом AfterLogic WebMail Lite для доступу до пошти з допомогою веббраузера.
При розробці AfterLogic MailSuite Lite було взято за основу XMail, створений Davide Libenzi. Порівнюючи з оригіналом, маються зазначені нижче нововведення:
- програма-інсталятор для Windows;
- AJAX-вебмейл і вебпанель адміністрування;
- можливість одночасного доступу до одного POP3 акаунту;
- інтегровано антиспам-систему Bogofilter.

## Основні можливості
- підтримка POP3, IMAP, SMTP та SSL;
- підтримка довільної кількості доменів;
- керування налаштуваннями серверу за допомогою вебінтерфейсу;
- інтеграція з антиспам-системою;
- можливість підключення антивірусних продуктів;
- доступ до поштових акаунтів через вебінтерфейс.